# Toni Silva
Toni Brito Silva Sá oder kurz Toni Silva (* 5. September 1993 in Bissau) ist ein portugiesisch-guinea-bissauischer Fußballspieler.

## Karriere

### Verein
Silva begann mit dem Vereinsfußball 2006 in der Nachwuchsabteilung von Real Sport Clube Massamá. Nach einem Jahr verließ er diesen Klub und durchlief der Reihe nach die Jugendabteilungen von Benfica Lissabon, FC Chelsea und FC Liverpool.
Bei Letzterem wurde er zur Saison 2011/12 in den Profikader aufgenommen. Nach einer Hinrunde ohne Pflichtspieleinsatz lieh ihn sein Verein für die Rückrunde an Northampton Town aus. Zum Saisonende wechselte Silva dann zum FC Barnsley. Bei diesem Verein wurde er in der Hinrunde nur einmal in einer Ligabegegnung eingesetzt und für die Rückrunde an Dagenham & Redbridge ausgeliehen.
In der Sommertransferperiode 2013 verließ Silva England und wurde von bulgarischen Klub ZSKA Sofia verpflichtet.
Zur Saison 2015/16 wechselte er in die türkische TFF 1. Lig zu Şanlıurfaspor und spielte für diesen bis zum Januar 2016. Anschließend setzte er seine Karriere bei União Madeira fort. Es folgten weitere Stationen bei Levadiakos, Mamelodi Sundowns, Al-Ittihad Al-Sakndary und Astra Giurgiu.
Seit 2020 steht er beim FK Taras in Kasachstan unter Vertrag. Bis 2023 spielte er in Kasachstan für verschiedene Vereine, dann ging er nach Kuwait.

### Nationalmannschaft
Silva begann seine Nationalmannschaftskarriere 2009 mit Einsätzen für die portugiesische U-17 und 2010 für die U-18-Auswahl. Seit 2016 ist er A-Nationalspieler von Guinea-Bissau.

## Erfolge
- Südafrikanischer Meister: 2019
- Kasachischer Meister: 2021